# Пермская ТЭЦ-13
Пермская ТЭЦ-13 — предприятие энергетики Перми, входящее в ПАО «Т Плюс».
Установленная электрическая мощность — 22 МВт. Установленная тепловая мощность — 332 Гкал/ч.

## История
Трудовая биография Пермской ТЭЦ-13 началась в 1959 году. Эта электростанция обеспечивает электроснабжение Коми-Пермяцкого автономного округа, многих пермских промышленных предприятий и объектов социальной сферы. ТЭЦ-13 также обеспечивает централизованное теплоснабжение микрорайона Гайва краевого центра.
В Пермской энергосистеме коллектив этой ТЭЦ ценят за превосходное знание дела, профессионализм и высокую ответственность. Здесь гордятся трудовыми династиями Корчагиных, Сыртлановых, Титовых, Куляпиных.
В 2004 году ПТЭЦ-13 вышла на новый уровень работы — завершился перевод всех её котлоагрегатов на природный газ. Для управления ими впервые в Пермской энергосистеме была внедрена система АСУ-ТП. Основным видом топлива на станции теперь является газ, резервным — мазут. С переводом ТЭЦ-13 на природный газ решены не только экологические проблемы, связанные с прекращением выбросов в атмосферу ангидрида серы, но и экономические — себестоимость производства энергии снижена на 23 %.
Реконструкция 2007—2008 годов
В 2007 году были построены фундаменты; в 2008 году начат монтаж основного оборудования ГТУ-16ПА с котлом-утилизатором КУВ-20. Ввод газотурбинной установки мощностью 16 МВт был намечен на второй квартал 2008 года. Газотурбинная установка была введена в эксплуатацию в 2009 году.
Благодаря реконструкции установленная электрическая мощность ТЭЦ-13 увеличилась почти вдвое — с 18 до 34 МВт. Тепловая мощность оборудования — 22,3 МВт. Параметры установки позволяют эксплуатировать её до 8000 часов в год и обеспечить покрытие базовых (летних) тепловых нагрузок по горячему водоснабжению с максимально возможной выработкой электроэнергии. Эффективность использования тепла топлива ГТУ-ТЭС составляет 84,7 %.

В 2016 году выведен из эксплуатации генератор мощностью 12 МВт.